# Konzorcijum
Konzorcijum je udruživanje dva ili više pojedinaca, kompanija, organizacija ili vlada (ili bilo koje kombinacije ovih entiteta) sa ciljem učešća u zajedničkoj aktivnosti ili udruživanja njihovih resursa radi ostvarivanja zajedničkog cilja.
Consortium je latinska reč koja znači „partnerstvo”, „udruživanje” ili „društvo”, a potiče od consors („zajednička imovina”), koja je izvedena iz con- („zajedno”) i sors („sudbina”).

## Primeri

### Obrazovanje
Akademska alijansa velikih deset na srednjezapadnom i srednjeatlanskom delu SAD, konzorcijum Klermont koledža u Južnoj Kaliforniji, Konzorcijum pet koledža u Masačusetsu i Nacionalni konzorcijum Honda spadaju među najstarije i najuspešnije konzorcijume visokog obrazovanja na svetu.
Primer neprofitnog konzorcijuma je Udruženje apalačkih koledža (ACA) smešteno u Ričmondu u državi Kentaki. Udruženje se sastoji od 35 privatnih koledža liberalnih umetnosti i univerziteta raširenih po centralnim Apalačkim planinama u Kentakiju, Severnoj Karolini, Tenesiju, Virdžiniji i Zapadnoj Virdžiniji. Ove visokoškolske ustanove zajedno opslužuju približno 42.500 studenata. Šest istraživačkih univerziteta u regionu (Univerzitet u Kentakiju, Univerzitet Severne Karoline, Univerzitet Tenesi, Univerzitet Zapadne Virdžinije, Univerzitet Virdžinije i Virdžinija Teh) povezani su sa ACA. Ove institucije pomažu ACA u razmatranju prijava za grantove i stipendije, izvođenju radionica i pružaju tehničku pomoć. ACA radi na pružanju usluga visokog obrazovanja u ruralnim regionima ovih pet država.

### Privreda
Primer profitnog konzorcijuma je grupa banaka koja sarađuje kako bi dale zajam - poznat i kao sindikat. Ova vrsta zajma je češće poznata kao sindicirani zajam. U Engleskoj je uobičajeno da konzorcijum otkupi finansijski slabo stojeće klubove kako ne bi došlo do njihove likvidacije.
Alijeska kompanija za cevovodne usluge, kompanija koja je izgradila Trans-aljaski cevovodni sistem tokom 1970-ih, u početku je bila konzorcijum BP, ARCO, Konoko Filipss, Eksona, Mobila, Junokala, and Kok aljaske cevovodne kompanije.

### Vazduhoplovstvo

#### Primer Erbasa
Preduzeće Erbas industrije je osnovano 1970. godine kao konzorcijum vazduhoplovnih proizvođača. Zadržavanje proizvodnih i inženjerskih sredstava od strane partnerskih kompanija zapravo je Erbas industrije učinilo prodajnom i marketinškom kompanijom. Ovaj aranžman je doveo do neefikasnosti zbog inherentnih sukoba interesa sa kojima su se suočavale četiri partnerske kompanije; one su bile deoničari i podizvođači konzorcijuma. Kompanije su sarađivale na razvoju linije Erbasa, ali su čuvale finansijske detalje sopstvenih proizvodnih aktivnosti i nastojale su da maksimiziraju transferne cene svojih podsklopova.

#### Panavija Tornado
Tornado je razvila i izgradila firma Panavija avion GmbH, trodržavni konzorcijum koji se sastoji od Britanskog vazduhoplovstva (ranije Britanska avionska korporacija), MBB iz Zapadne Nemačke i Eritalije iz Italije.

### Saradnja
Koopeticija je reč nastala iz kooperacije i kompeticije. Ona se koristi kada kompanije, inače konkurenti, sarađuju u konzorcijumu da bi sarađivale u oblastima koje nisu strateške za njihovo osnovno poslovanje. Oni preferiraju da smanje svoje troškove na nestrateškim područjima i da se nadmeću u drugim oblastima u kojima mogu bolje da se diferenciraju.
Na primer, GENIVI alijansa je neprofitni konzorcijum između različitih proizvođača automobila čiji je cilj da se olakša izgradnja sistema zabave u vozilu.
Drugi primer je  konzorcijum (W3C), koji je konzorcijum za standardizaciju veb tehnologije poput HTML-a, XML-a i CSS-a.

### Vlada, akademija i industrija
Institut za bezbednost i zdravlje hrane je konzorcijum koji čine Ilinoiski institut tehnologije, deo Uprave za hranu i lekove SAD s nazivom Centar za bezbednost hrane i primenjenu ishranu, i članovi prehrambene industrije. Neki od poslova koje obavlja ovaj institut obuhvataju, „procenu i validaciju novih i inovativnih tehnologija za bezbednost i očuvanje hrane, sisteme prerade i pakovanja, mikrobiološke i hemijske metode, komponente hrane koje promovišu zdravlje i strategije upravljanja rizikom”.

## Pravna priroda ugovora o konzorcijumu u odabranim zemljama

### Francuska
U Francuskoj konzorcijum, koji se smatra podvrstom zajedničkog ulaganja, ima važan teorijski i praktični značaj. Francuski pravni sistem ne daje definiciju i ne koristi eksplicitno koncept zajedničkog ulaganja ili konzorcijuma (groupements momentanés d’entreprises). Ugovor o konzorcijumu u Francuskoj je čisto ugovor o saradnji koji ne podrazumeva stvaranje treće strane. Konzorcijum nema pravno lice ili pravnu sposobnost. Ugovor se zaključuje između dve ili više fizičkih ili pravnih lica koja se obavezuju da će izvršiti određene radove u cilju sprovođenja zajedničkog projekta koji članovi konzorcijuma ne bi mogli sami da izvedu. Francuski zakonodavac izričito ne reguliše ugovor o konzorcijumu, ali je prihvatljiv u svetlu principa slobode ugovaranja protumačenog iz članova 6 i 1134 Francuskog građanskog zakonika.‍:p. 107

### Ujedinjeno Kraljevstvo
Ni konzorcijum, ni zajedničko ulaganje, nemaju zakonsku definiciju u zakonu Ujedinjenog Kraljevstva. Potonji termin se obično koristi za opisivanje različitih vrsta sporazuma gde dve ili više strana sarađuju u obavljanju poslovnih aktivnosti. Ovo se manifestuje npr. u zajedničkoj raspodeli dobiti, podeli gotovine, imovine, znanja ili sposobnosti. Kako ne postoje zakonske odredbe koje detaljno regulišu konzorcijum ili zajedničko ulaganje, odnosi između strana koje učestvuju u ovoj vrsti sporazuma - pri odabiru zajedničkog ulaganja kao sporazuma o saradnji ili specijalnog partnerstva - podležu običajnom pravu ili odredbama zakona o partnerstvu. Ugovor o konzorcijumu na koji se primenjuje opšte ugovorno pravo, slično uobičajenom ugovoru o partnerstvu, ne stvara zaseban entitet.‍:p. 121

### Nemačka
U Nemačkoj preovladava stanovište da je konzorcijum vrsta internog građanskopravnog partnerstva (§ 705–740 BGB). U spoljnim odnosima, članovi konzorcijuma mogu odlučivati o zajedničkoj i pojedinačnoj odgovornosti regulisanoj sa § 421 BGB, dok interno ponekad postoji oslobađanje od ove odgovornosti. Zajednička ulaganja često uključuju kreditne sindikate (Kreditkonsortien), konzorcijume koji izdaju hartije od vrednosti, uključujući uglavnom akcije (Emissionskonsortien), građevinske konzorcijume (Baukonsortien) koji se takođe nazivaju investicijama (Investitionskonsortien) i profitne fondove (Ergebnispools). Ponekad su partnerstva za posebne namene uspostavljena za zajedničku upotrebu građevinskih objekata (Planungsgesellschaften) navedena u istoj kategoriji sa konzorcijumom. Ugovori o saradnji zaključeni po nemačkom zakonu nisu uniformne pravne prirode. Postoji veliko bogatstvo pravnih oblika saradnje koji bi se mogli oprezno kvalifikovati kao ugovori o konzorcijumu. Ovo je posebno građansko-pravno partnerstvo u njegovoj internoj i povremenoj varijanti (Gelegenheitsgesellschaft), kao i partnerstvo građevinskih izvođača (ARGE) i struktura koja se jednostavno naziva „konzorcijum”.‍:p. 132

### Poljska
U poljskom pravnom sistemu osporava se pravna priroda ugovora o konzorcijumu. Prema preovlađujućem pristupu, konzorcijum je oblik saradnje, različit od građansko-pravnog partnerstva, preduzet između ekonomski nezavisnih subjekata koji već posluju na tržištu u cilju sprovođenja određenog poduhvata koji je deo redovnih aktivnosti ovih entiteta, zasnovan na neimenovanom ugovoru i koji karakteriše privremena priroda, minimizovanje institucionalizacije i nedostatak odvojene imovine, potreba da se precizira kako stranke učestvuju u zajedničkom ulaganju i namera da se ne uspostavi „zajednica” sa delimično sopstvenim interesima (partnerstvo kao takvo). Prema ovom konceptu, uprkos vrlo širokoj formuli građanskog partnerstva predviđenoj za subjekte koji se obavezuju da sarađuju na određeni način radi postizanja zajedničkog ekonomskog cilja (što je zajednički element za obe vrste ugovora), ugovor o partnerstvu ne iscrpljuje sve oblike saradnje i automatsko kvalifikovanje ugovora o konzorcijumu kao partnerstva nije dozvoljeno.‍:p. 175

## Literatura
- Padgett, John F.; McLean, Paul D. (2006). „Organizational Invention and Elite Transformation: The Birth of Partnership Systems in Renaissance Florence”. American Journal of Sociology. 111 (5): 1463—1568. doi:10.1086/498470.
- Laiou, Angeliki E. (2008). The Economic History of Byzantium: From the Seventh through the Fifteenth Century. Dumbarton Oaks. ISBN 978-0884023326.
- Enkhbold, Enerelt (2019). „The role of the ortoq in the Mongol Empire in forming business partnerships”. Central Asian Survey. 38 (4): 531—547. doi:10.1080/02634937.2019.1652799.
- Bamford, James; Ernst, David; Fubini, David G. (3. 2. 2004). „Launching a World-Class Joint Venture”. Harvard Business Review. 82 (2): 90—100, 124. PMID 14971273. Приступљено 22. 9. 2017.
- Coispeau, Olivier (19. 5. 2015). Mergers & Acquisitions and Partnerships in China. World Scientific Publishing Co. стр. 311. ISBN 978-9814641029. doi:10.1142/9789814641036_fmatter.
- Congressional Research Service (1992). Airbus Industrie: An Economic and Trade Perspective. U.S. Library of Congress.
- Heppenheimer, T.A. (1995). Turbulent Skies: The History of Commercial Aviation. John Wiley. ISBN 0-471-19694-0.
- Lynn, Matthew (1997). Birds of Prey: Boeing vs. Airbus, a Battle for the Skies. Four Walls Eight Windows. ISBN 1-56858-107-6.
- McGuire, Steven (1997). Airbus Industrie: Conflict and Cooperation in U.S.E.C. Trade Relations. St. Martin's Press.
- McIntyre, Ian (1982). Dogfight: The Transatlantic Battle Over Airbus. Praeger Publishers. ISBN 0-275-94278-3.
- Thornton, David Weldon (1995). Airbus Industrie: The Politics of an International Industrial Collaboration. St. Martin's Press. ISBN 0-312-12441-4.
- Ellis, Ken (2014). Wreck & Relics, 24th Edition. Manchester: Crecy Publishing Ltd. ISBN 9-780859-791779.
- Evans, Andy (1999). Panavia Tornado. Ramsbury, Marlborough, Wiltshire, UK: The Crowood Press, 1999. ISBN 1-86126-201-9.
- Frédriksen, John C. International Warbirds: An Illustrated Guide to World Military Aircraft, 1914–2000. Santa Barbara, California: ABC-CLIO, 2001.  1-57607-364-5.
- Geiss, Juergen and Peter Berndt. Tornados and Further Planning. European Security and Defence, March 2010.
- Haglund, David G (1989). The Defence Industrial Base and The West. London: Routledge, 1989. ISBN 0-415-00923-5.
- Jackson, Paul, Kenneth Munson, Lindsay Peacock and John W. R. Taylor, eds. Jane's All The World's Aircraft 1997–98. London: Jane's Information Group, 1998.  0-7106-1788-7.
- Jarret, D. N. Cockpit Engineering. Farnham, Surrey, UK: Ashgate Publishing, 2005.  0-7546-1751-3.
- Jefford, C.G (ур.). The Birth of Tornado (PDF). London: Royal Air Force Historical Society, 2002. ISBN 0-9530345-0-X. Архивирано из оригинала (PDF) 5. 1. 2011. г.

## Spoljašnje veze
- Larson, Aaron (9. 7. 2016). „What Is a Partnership”. ExpertLaw. Архивирано из оригинала 07. 11. 2022. г. Приступљено 22. 9. 2017.
- Beerbühl, Margrit Schulte (13. 1. 2012). „Networks of the Hanseatic League”. EGO European History Online. Приступљено 22. 9. 2017.